# 回路計
回路計（かいろけい、英語：multimeter マルチメーター）とは、電圧・電流等々の量・値を、複数の機能を切り替えて測定・計測できる計測機器のこと。回路試験器（かいろしけんき）ともいう。JIS C1202 によって規格が定められている。

## 概説
スイッチ（ロータリースイッチ、ダイヤルスイッチ、スライドスイッチ、ボタンスイッチ 等）で内部の計測回路を切り替えることによって、直流および交流の電圧・電流等々、さまざまな量を計測できる計測器である。「保守点検用電気計測器」として扱われることもある。

一般に馴染みの深い「テスター」「テスタ」は回路計の一種で、直流の電圧・電流・抵抗、交流電圧のそれぞれを測定範囲を切り替えて測定できる計測機器である。1000V以下の回路の簡単な測定や調整に使用される。

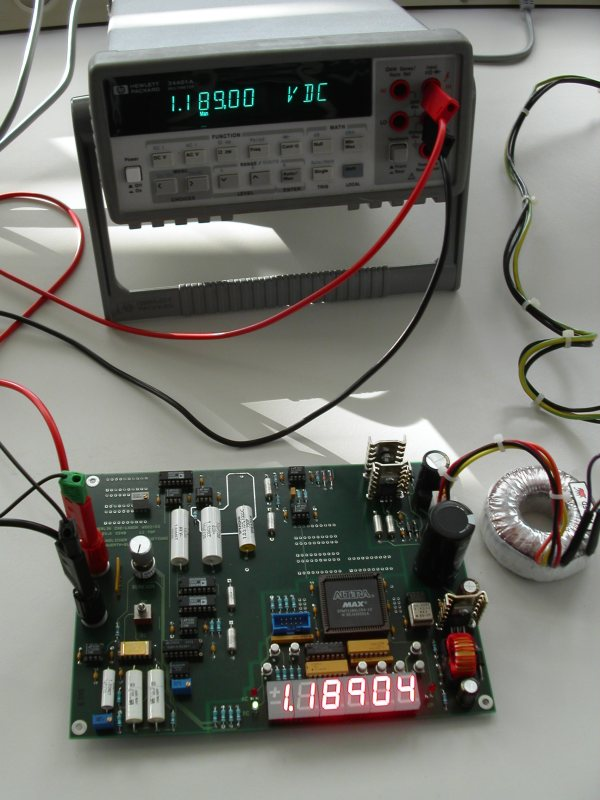
デジタルマルチメータ

指針でアナログ表示するアナログマルチメータと、アナログ-デジタル変換してモニタに数字で表示するデジタルマルチメータがある。
古いものでは、スイッチではなく、プラグで差し替えて回路を切り替えるものもあった。

## アナログマルチメータ

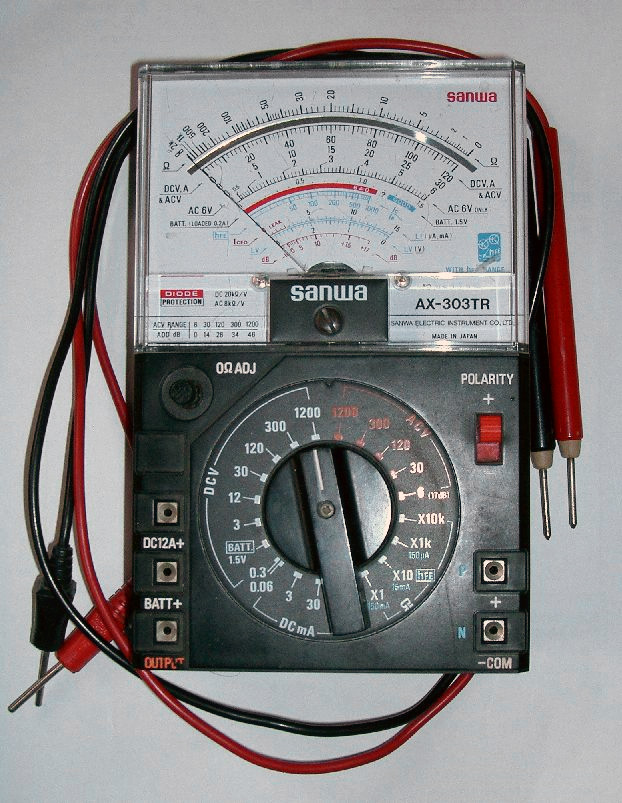
アナログマルチメータ

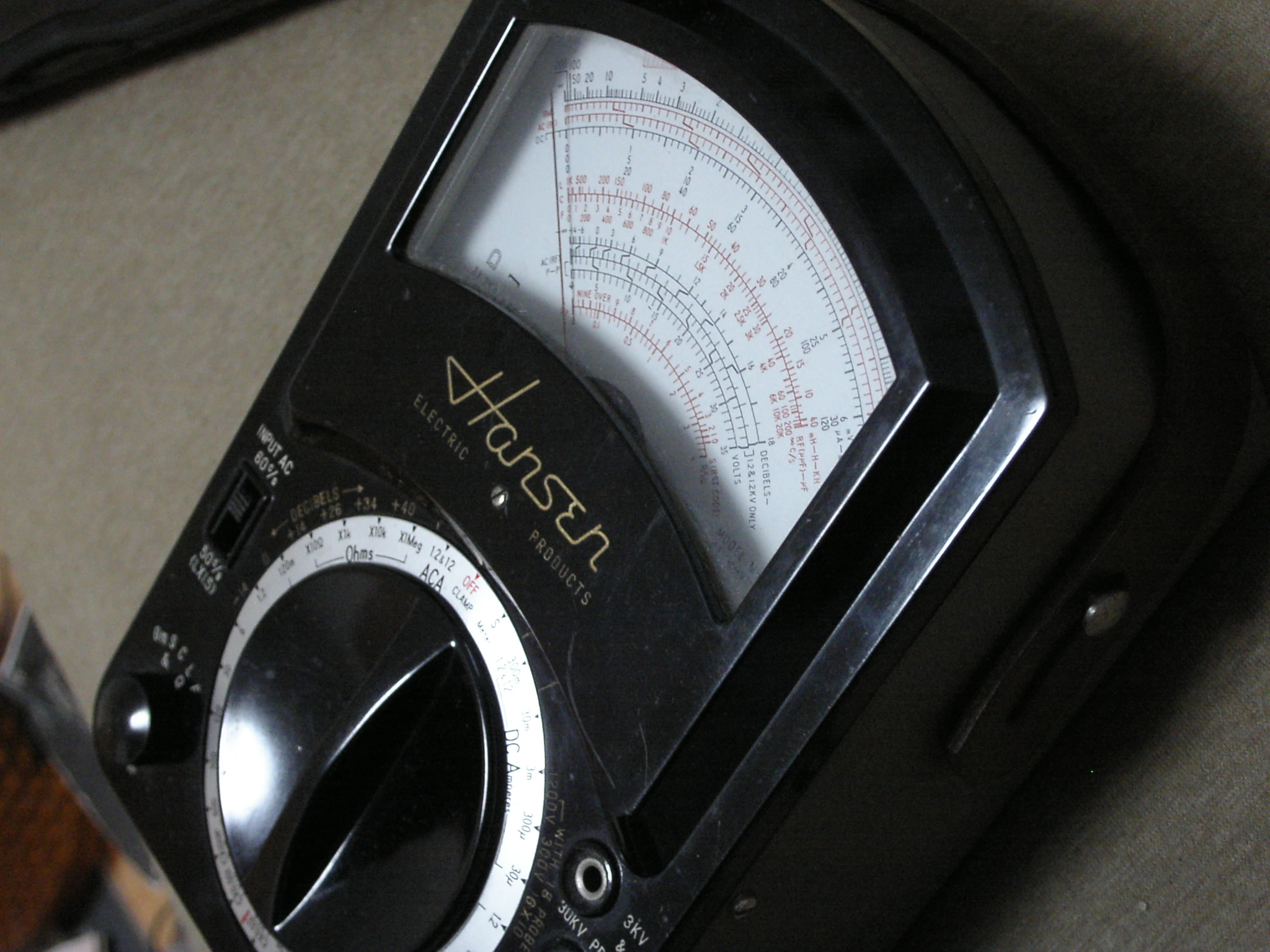
アナログマルチメータ

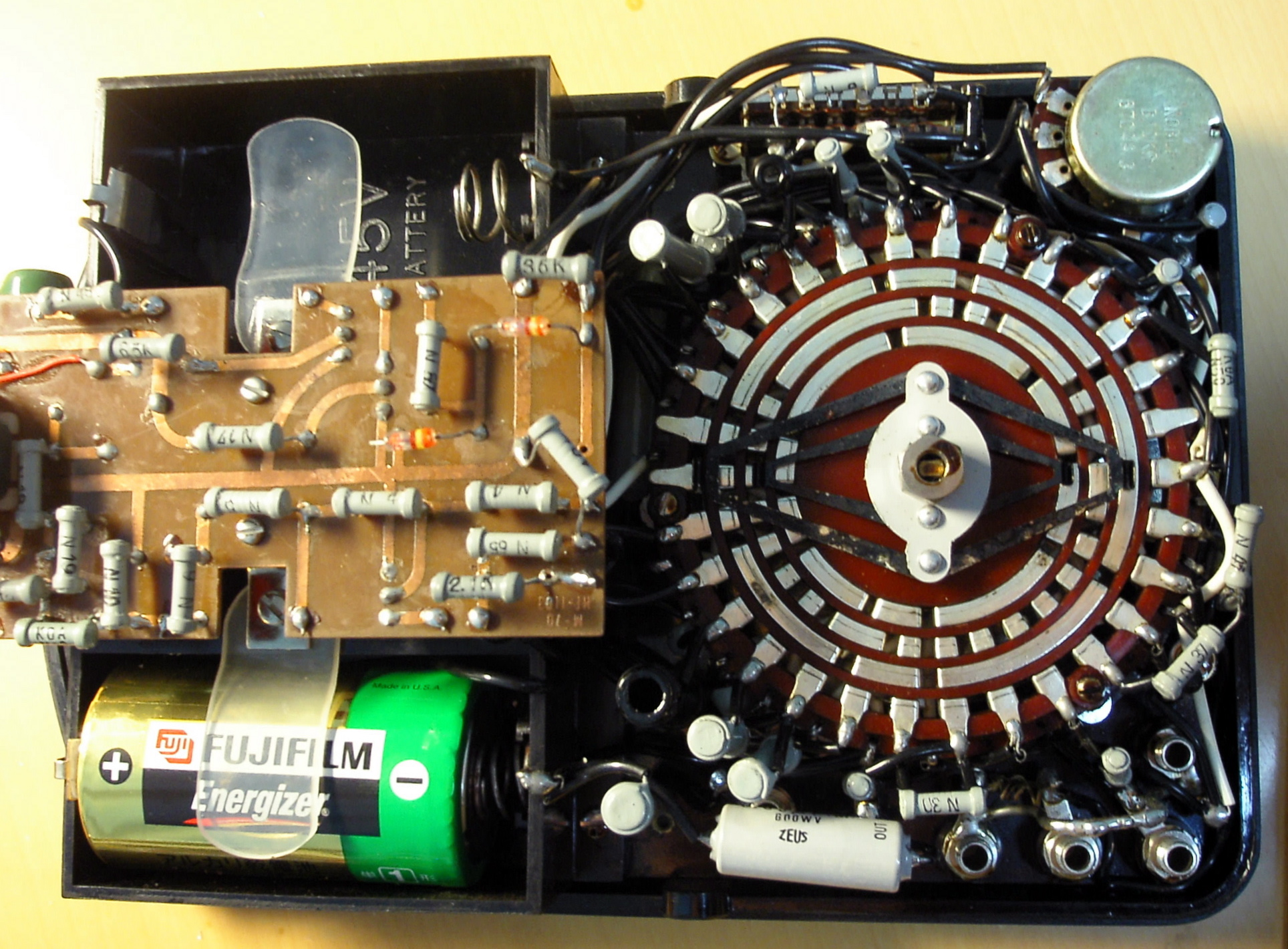
アナログマルチメータの内部

アナログテスターとも呼ばれる。広範囲の直流電圧、直流電流、交流電圧、電気抵抗の測定が可能である。
多機能機種では、交流電流、トランジスタの電流増幅率、コンデンサの静電容量、温度などが測定できるものもある。

### 構造
アナログマルチメータは一般に以下の部品から構成される。
1. メータ（指針）
  - 値を表示する部分である。
2. ロータリースイッチ
  - 測定レンジの切り替えを行う。
3. ゼロオーム調整つまみ
  - 抵抗の測定を行うとき、0Ωの位置を調整する。
4. 測定用端子
  - プラス側およびマイナス側のテストリードを接続する。
5. テストリード
  - 接触用の金属棒・絶縁棒がセットになったリード線。

### 仕様
大型・精密の用途を除き、平坦な場所に置いた筐体を上から覗きメーター（指針）の指示値を読むようになっている形状が一般的である。測定に際してはテストリードを端子に接続し、スイッチ切り換えまたはテストリードの挿入端子を変更して目的の測定回路を選択する。
一般に用いられているアナログマルチメータの測定範囲（レンジ）は、おおよそ次のようになっている。
- 直流電圧: 0.1～1000（または0.12～1200）V
- 直流電流: 50μA～10A（または60μA～12A）
- 交流電圧: 2.5～1000（または3～1200）V
- 抵抗: 1kΩ～20MΩ

異なるレンジで目盛りを共有するため、抵抗を除く各レンジは2.5, 5, 10または3, 6, 12の倍数、抵抗は10倍または100倍刻みに設定されている。ただし、交流電圧の最低のレンジに限り、整流器の特性の関係からゼロ付近が詰まった特別な目盛りになっていることが多い。後述のデジタルマルチメータのように自動でレンジが切り替わる製品も存在する。
電圧測定に関係する計器の内部抵抗（入力抵抗）はオーム毎ボルト（オームパーボルト） [Ω/V] で表し、目盛り板の片隅に標示されている。この値が大きいほど回路に及ぼす影響が小さく精密な測定が可能であるが、機械的に弱くなるため取扱いには注意を要する。一般には、2～50 kΩ/V 程度の製品がある。特に高い内部抵抗を必要とする場合には、入力段にFETを使用した高入力抵抗タイプのものか、デジタル式を使う方が望ましい。

### 使用方法

#### 電圧、電流の測定
測定するおおよその値が既知である場合（例えば乾電池）では、その値が測定可能で最も指針が大きく振れるレンジに切り換える（1.5Vの乾電池の電圧を測るならば2.5または3Vレンジ）。次に、直流であれば赤のテストリードを測定物の+側、黒のテストリードを-側に当てて、指針を読み取る。極性を誤ったり、電流レンジで誤って電圧を計測すると破損の原因になるので注意する（ほとんどの場合はその前に保護ヒューズが溶断する）。交流を計測する場合はテストリードのプラス・マイナスの区別は無い。
測定する値が未知である場合は、まず最大のレンジ（電圧ならば1000または1200V）で目安的に確認しておき、それに合った低いレンジに切り換えて測定する。

#### 抵抗の測定
測定前に、レンジを「抵抗」に切り換え、2本のテストリードの先端を強く接触させゼロオーム調整つまみを回して指針が 0Ω を指すようにする。その後で測定物にテストリードを当て、指針を読み取る。電圧、電流と目盛りの向きが逆（右から左）であることに注意する。
指先で2本のテストリードの両方に測定物を直接押し当てるようにすると、並列接続された人体の抵抗とともに測るため正確な測定ができない。また、電子回路内の抵抗を測定するには、必ず電源を切っておき、抵抗器などの値を測定するには、その一端を回路から外しておく。
抵抗の場合は電圧、電流と違い、レンジの選択が適切でなくてもテスター本体が故障することは無い。ただし、低抵抗のレンジでは測定物に大電流が流れるため、一部の半導体素子などは破損する可能性がある。
ダイオード、トランジスタなどの導通試験を行うには、回路の都合上、黒のテストリードが内蔵電池の+、赤のテストリードが-に接続されている（極性が逆）ので注意を要する。

## デジタルマルチメータ

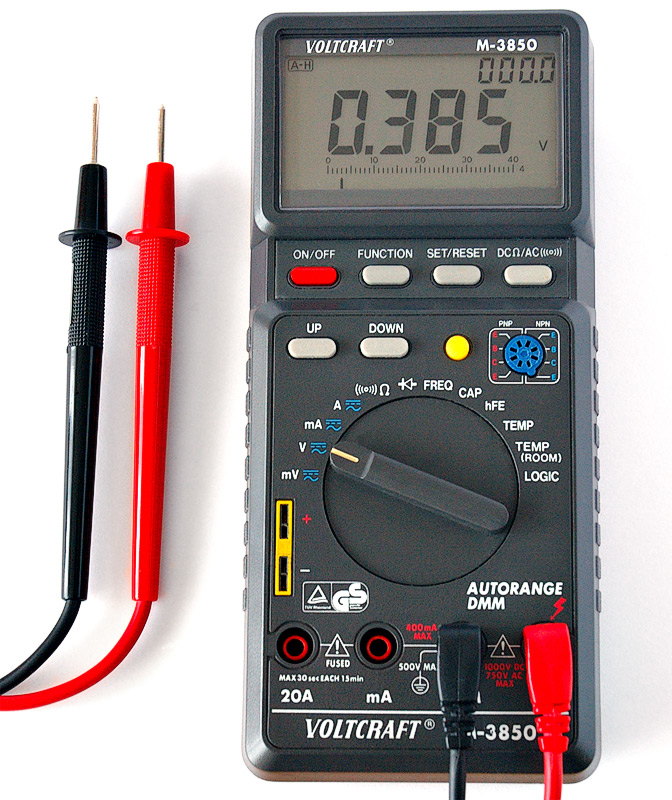
ポータブル型デジタルマルチメータ

デジタルマルチメータ（digital multimeter、略称：DMM）は、アナログ-デジタル変換回路を用いて測定値をモニタにデジタル数字で表示する回路計である。デジタルテスタとも呼ばれる。

### 構造
デジタルマルチメータは一般に以下の部品から構成される。
1. メータ（モニタ）
  - 値を表示する部分である。一般的に液晶ディスプレイであり、バックライトを内蔵する製品もある。商用電源を使用する据え置き型では7セグメントLEDや蛍光表示管（VFD）を用いたものもある。古くはニキシー管を用いたものもあった。
2. ロータリースイッチ
  - 測定レンジの切り替えを行う。
3. ブザー
  - 導通状態を音によって示す。導通の有無が表示を見なくても音で判り作業性が良い。
4. 測定用端子
  - プラス側およびマイナス側のテストリードを接続する。
5. テストリード
  - 接触用の金属棒・絶縁棒がセットになったリード線。

### 仕様
スイッチの切り換えにより、広範囲の直流電圧、直流電流、交流電圧、交流電流、抵抗の測定が可能である。高級機種では、コンデンサの静電容量、周波数、デューティ比などが測定できるものもある。小型化されカード形のものやペン形の製品も存在する。
アナログ式と比較して内部抵抗（入力抵抗）が非常に高く、低電圧、低抵抗、高抵抗などの測定に向いている。また、アナログ式では交流電流の測定は一部の高級機種に限られる機能であるが、デジタル式では低級機種でなければ交流電流の測定機能が付いていることが多い。
一方で、測定値が絶えず変動する場合には数字の読み取りが困難であるといった欠点がある。そこで測定値の保持機能や、モニタ上においてバーの点灯個数により測定値の大小を直感的に示すバーグラフ式表示機能などが設けられることがある。アナログ・デジタルを一つの本体に複合した製品も存在する。
オートレンジという機能があり、測定値の大小に応じて自動的にレンジが切り替わるのが一般的である。しかし、測定値が大きく変動するような場合はレンジが頻繁に切り替わると読み取りが困難になる。そこで、指定したレンジに固定するレンジホールドと呼ばれる機能も用意されている。機種によっては、直流信号と交流信号を自動識別してモードを切り替えるものもある。
なお、デジタル式で抵抗レンジを選択した場合、アナログ式とは異なり赤がプラスとなる。また、オートレンジ機能により流れる電流が変化するため、スピーカーなどにテストリードを当てるとレンジの切り替えにともなってプチプチという音が聞こえる。

### 使用方法
使用方法は、アナログ式とほぼ同じであるので、その節を参照されたい。
ただし、直流電圧・電流レンジでの測定時に極性を逆に接続しても、-（マイナス記号）などの表示が出るだけで、本体が故障することは無い。また、抵抗の測定では、ゼロオーム調整が不要である。

## 主なメーカー
日本
岩崎通信機、エー・アンド・デイ、エーディーシー、カイセ、菊水電子工業、共立電気計器、三和電気計器、テクシオ・テクノロジー、日置電機、横河メータ&インスツルメンツ
日本国外
キーサイト・テクノロジー、ケースレー・インスツルメンツ、フルーク・コーポレーション、リゴル・テクノロジー